# Graph Modelling Language
Il Graph Modelling Language (GML) è un linguaggio adoperato per descrivere grafi in modo semplice mediante file di "testo semplice" (ASCII). È noto anche come Graph Meta Language.

## Caratteristiche
GML ha l'obiettivo di fornire un formato comune di scambio tra vari programmi, in alternativa (o in abbinamento) ai molteplici formati nativi che sono utilizzabili solo da uno o pochi programmi.
Il linguaggio descrive ogni elemento del grafo come lista di proprietà e di altri elementi. Utilizza quindi una struttura gerarchica, un albero. Per esempio, l'elemento grafo (graph) contiene la descrizione di tutti i vertici (node) e archi (edge).
GML è progettato per essere flessibile, consentendo di omettere tutti gli elementi non necessari. È anche generico, nel senso che può essere utilizzato per descrivere una molteplicità di strutture dati.

## Esempio
Un esempio di semplice grafo descritto in GML:
```
graph [
	comment "This is a sample graph"
	directed 1
	id n42
	label "Hello, I am a graph"
	node [
		id 1
		label "node 1"
		thisIsASampleAttribute 42
	]
	node [
		id 2
		label "node 2"
		thisIsASampleAttribute 43
	]
	node [
		id 3
		label "node 3"
		thisIsASampleAttribute 44
	]
	edge [
		source 1
		target 2
		label "Edge from node 1 to node 2"
	]
	edge [
		source 2
		target 3
		label "Edge from node 2 to node 3"
	]
	edge [
		source 3
		target 1
		label "Edge from node 3 to node 1"
	]
]

```